# 次郎長三国志 (1974年のテレビドラマ)
『次郎長三国志』は、1974年4月9日から9月24日まで、テレビ朝日系列で放送されたテレビドラマ。主演は鶴田浩二。放送時間は毎週火曜20:00 - 20:55（JST）。

## キャスト
- 鶴田浩二
- 待田京介（第1話 - 第3話・第9話・第16話・第20話）
- 松尾嘉代（第1話 - 第4話・第8話 - 第17話）
- 有川博（第1話 - 第11話・第13話 - 第17話・第19話 - 最終話）
- 桜木健一（第7話・第11話・第12話・第15話 - 第19話）
- 内田稔（第1話 - 第15話・第17話 - 最終話）
- 火野正平（第1話 - 第11話・第13話・第15話 - 第17話・第19話・第20話・第22話・最終話）
- 太地喜和子（第1話・第5話・第7話 - 第9話・第17話・第20話・第21話・最終話）
- 上村香子（第1話 - 第3話・第8話 - 第11話・第13話・第15話・最終話）
- 遠藤薫（第1話 - 第3話・第8話 - 第11話・第13話・第15話・第20話・第21話・最終話）
- 金子信雄（第1話 - 第3話・第8話・第19話）
- 荒木雅子（第1話・第2話・第10話・第13話・第15話）
- 中村錦司（第1話・第2話・第10話・第13話・第15話・第19話・最終話）
- 北村英三（第1話 - 第3話・第6話）
- 国一太郎（第1話・第16話・第21話）
- 野口貴史（第1話 - 第3話・第9話・第15話）
- 岩尾正隆（第1話・第2話）
- 片桐竜次（第1話・第3話・第7話）
- 山下義明（第1話 - 第3話）
- 奈辺悟（第1話 - 第3話・第14話）
- 細川純一（第1話 - 第3話・第9話・第15話）
- 野村鬼笑（第1話・第2話）
- 北林早苗（第2話・第20話）
- 西田良（第2話・第15話・第18話）
- 笹木俊志（第2話・第10話・第20話）
- 福本清三（第2話）
- 和田昌也（第2話）
- 森敏光（第2話）
- 山城新伍（第3話 - 第12話・第15話 - 第17話・第19話 - 第22話）
- 片岡千恵蔵（第3話）
- 加藤嘉（第3話）
- 原口剛（第3話・第7話・第12話）
- 長島隆一（第3話・第16話）
- 大森不二香（第3話）
- 千葉敏郎（第3話）
- 小坂和之（第3話）
- 土橋勇（第3話・第11話・第17話）
- 藤本秀夫（第3話・第20話）
- 壬生新太郎（第3話）
- 大月正太郎（第3話・第12話）
- 木谷邦臣（第3話・第8話）
- 石田信之（第4話 - 第10話・第13話・第14話・第21話・最終話）
- ハナ肇（第4話）
- 高森和子（第4話）
- 津山登志子（第4話・第13話・最終話）
- 汐路章（第4話・第8話・第11話・第13話）
- 楠本健二（第4話・第8話・第11話・第13話）
- 大城泰（第4話・第11話・第19話）
- 藤長照夫（第4話）
- 源八郎（第4話）
- 和歌林三津江（第4話）
- 池田謙治（第4話・第20話）
- 寺内文夫（第4話・第17話）
- 芦田鉄雄（第5話 - 第11話・第13話・第15話・第18話 - 最終話）
- 水野久美（第5話）
- 高品格（第5話）
- 遠藤太津朗（第5話・第8話・第15話・第17話）
- 唐沢民賢（第5話・第22話）
- 川浪公次郎（第5話・第11話）
- 阿波地大輔（第5話）
- 鈴木康弘（第5話）
- 宮城幸生（第5話・第9話・第14話）
- 矢部義章（第5話）
- 西山清孝（第5話）
- 平河正雄（第5話・第8話）
- 友金敏雄（第5話）
- 古閑達則（第5話）
- 小峰一男（第5話・第12話・第22話）
- 高谷舜二（第5話）
- 畑中伶一（第5話）
- 藤川弘（第5話）
- 佐々木松之亟（第5話）
- 紅かおる（第5話）
- 山田吾一（第6話 - 第9話・第12話・第14話・第15話・第18話・第19話・最終話）
- 春川ますみ（第6話・第12話・第14話・第15話）
- 山形勲（第6話・第7話）
- 水島道太郎（第6話・第17話）
- 水原麻記（第6話・第20話）
- 林彰太郎（第6話）
- 高並功（第6話・第7話・第16話）
- 有川正治（第6話・第20話）
- 志賀勝（第6話）
- 山田良樹（第6話・第15話・第17話）
- 村居京之輔（第6話・第17話）
- 波多野博（第6話・第17話）
- 日高綾子（第6話）
- 丸平峰子（第6話・第11話）
- 藤浩子（第7話）
- 原哲男（第7話）
- 矢吹寿子（第7話）
- 長谷川弘（第7話）
- 藤尾純（第7話）
- 小柳圭子（第7話）
- 松田利夫（第7話）
- 青木卓司（第7話）
- 毛利清二（第7話）
- 松本泰郎（第7話・第14話）
- 藤沢徹夫（第7話・第16話）
- 伊吹吾郎（第8話・第9話・第12話・第16話・第17話・第20話・第22話）
- 志摩靖彦（第8話）
- 原健策（第9話・第15話・第16話）
- 小田部通麿（第9話・第15話・第16話）
- 有島淳平（第9話）
- 村田玉郎（第9話）
- 疋田泰盛（第9話・第17話）
- なべおさみ（第10話・第13話・第14話・第21話）
- 武智豊子（第10話・第14話）
- 八木孝子（第10話）
- 中川三穂子（第10話・第14話・第19話）
- 島田秀雄（第10話・第13話・第18話）
- 森谷譲（第10話）
- 寺田農（第11話・第12話・第14話・第18話・第19話・第21話 - 最終話）
- 葉山葉子（第11話）
- 五味竜太郎（第11話）
- 平沢彰（第11話）
- 井上卓也（第11話）
- 奈良富士子（第12話）
- 高木均（第12話）
- 成瀬正孝（第12話）
- 那須伸太朗（第12話）
- 大河内宏太郎（第12話）
- 星野美恵子（第12話）
- 鶴見丈二（第13話・第14話・第16話・第17話・第19話・第21話・最終話）
- 梅沢昇（第13話）
- 丘路千（第13話・第22話）
- 石山律雄（第13話）
- 市川裕二（第13話）
- 司裕介（第13話）
- 山田光子（第13話）
- 服部妙子（第14話）
- 小林勝彦（第14話）
- 上田忠好（第14話）
- 広城さよ（第14話）
- 中塚和代（第14話）
- 山村弘三（第15話）
- 前川良三（第16話）
- 矢奈木邦二朗（第16話）
- 浪花五郎（第16話）
- 美川玲子（第16話）
- 美松艶子（第16話）
- 大友柳太朗（第17話）
- 光川環世（第17話 - 第19話）
- 東龍子（第17話）
- 岡嶋艶子（第17話・第18話）
- 神山繁（第18話）
- 久里千春（第18話）
- 山崎唯（第18話）
- 天津敏（第18話・第19話）
- 伊達三郎（第18話・第19話）
- 大木晤郎（第18話・第19話）
- 遠山金次郎（第18話・第22話）
- 小田真士（第18話・第22話）
- 坂東京三郎（第18話）
- 寺島雄作（第19話）
- 海老江寛（第19話）
- 秋山勝俊（第19話）
- 峰蘭太郎（第19話）
- 園田裕久（第20話）
- 松原健司（第20話）
- 近藤正臣（第21話）
- 伊吹徹（第21話）
- 阿井美千子（第21話）
- 白川浩二郎（第21話）
- 菅原文太（第22話）
- 松本留美（第22話）
- 天田俊明（第22話）
- 沢村宗之助（第22話）
- 永田光男（第22話）
- 松井加容子（第22話）
- 川谷拓三（第22話）
- 幸英二（第22話）
- 森源太郎（第22話）
- 藤原勝（第22話）
- 北川俊夫（第22話）
- 田村高廣（最終話）
- 菅貫太郎（最終話）
- 五十嵐義弘（最終話）

## スタッフ
- 原作 - 村上元三『次郎長三国志』
- 企画 - 俊藤浩滋
- 音楽 - 津島利章
- 脚本 - 高田宏治、中島貞夫、高岩肇、飛鳥ひろし、直居欽哉
- 監督 - 山下耕作、倉田準二、小沢茂弘、佐伯清、清水彰、荒井岱志
- プロデューサー - 泊懋、三村敬三、杉本直幸、大西卓夫、上月信二
- 制作 - NETテレビ、東映

## 放送日程
| 話数   | 放送日        | 脚本       | 監督     |
| ------ | ------------- | ---------- | -------- |
| 第1話  | 1974年4月9日  | 高田宏治   | 山下耕作 |
| 第2話  | 1974年4月16日 | 高田宏治   | 山下耕作 |
| 第3話  | 1974年4月23日 | 高田宏治   | 倉田準二 |
| 第4話  | 1974年4月30日 | 中島貞夫   | 小沢茂弘 |
| 第5話  | 1974年5月7日  | 中島貞夫   | 小沢茂弘 |
| 第6話  | 1974年5月14日 | 高岩肇     | 山下耕作 |
| 第7話  | 1974年5月21日 | 高岩肇     | 山下耕作 |
| 第8話  | 1974年5月28日 | 飛鳥ひろし | 佐伯清   |
| 第9話  | 1974年6月4日  | 直居欽哉   | 倉田準二 |
| 第10話 | 1974年6月11日 | 高岩肇     | 佐伯清   |
| 第11話 | 1974年6月18日 | 直居欽哉   | 倉田準二 |
| 第12話 | 1974年6月25日 | 飛鳥ひろし | 倉田準二 |
| 第13話 | 1974年7月9日  | 飛鳥ひろし | 倉田準二 |
| 第14話 | 1974年7月16日 | 高岩肇     | 清水彰   |
| 第15話 | 1974年7月23日 | 飛鳥ひろし | 荒井岱志 |
| 第16話 | 1974年7月30日 | 高岩肇     | 倉田準二 |
| 第17話 | 1974年8月6日  | 高岩肇     | 清水彰   |
| 第18話 | 1974年8月13日 | 高岩肇     | 荒井岱志 |
| 第19話 | 1974年8月20日 | 高岩肇     | 倉田準二 |
| 第20話 | 1974年8月27日 | 直居欽哉   | 倉田準二 |
| 第21話 | 1974年9月10日 | 飛鳥ひろし | 倉田準二 |
| 第22話 | 1974年9月17日 | 直居欽哉   | 佐伯清   |
| 最終話 | 1974年9月24日 | 高岩肇     | 倉田準二 |

| NET系列 火曜20時枠            | NET系列 火曜20時枠                             | NET系列 火曜20時枠 |
| 前番組                        | 番組名                                         | 次番組             |
| ----------------------------- | ---------------------------------------------- | ------------------ |
| 旗本退屈男 （市川右太衛門版） | 次郎長三国志 （鶴田浩二版） 【本作まで時代劇】 | ちょっとしあわせ   |